# 大康皮尼厄勒
大康皮尼厄勒（法語：Campigneulles-les-Grandes，法語發音：[kɑ̃piɲœl le ɡʁɑ̃d]）是法国上法蘭西大區加来海峡省的一个市镇，与小康皮尼厄勒相邻，属于蒙特勒伊区。

## 地理
大康皮尼厄勒（50°26'8"N, 1°42'48"E）面积5.34 平方千米，位于法国上法蘭西大區加来海峡省，该省份为法国北部沿海省份，西北濒北海，南至索姆省，东临北部省。
与大康皮尼厄勒接壤的市镇（或旧市镇、城区）包括：索吕、瓦伊博康、艾龙圣母村、阿龙圣瓦斯特、小康皮尼厄勒。
大康皮尼厄勒的时区为UTC+01:00、UTC+02:00（夏令时）。

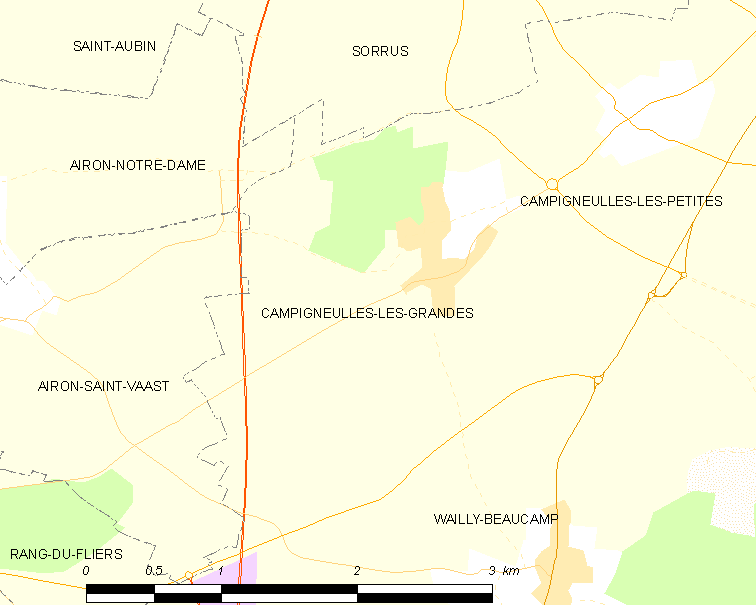
大康皮尼厄勒的OSM定位图

## 行政
大康皮尼厄勒的邮政编码为62170，INSEE市镇编码为62206。

## 政治
大康皮尼厄勒所属的省级选区为贝尔克县。

## 人口

1962-2008年间大康皮尼厄勒人口变化图示

大康皮尼厄勒于2022年1月1日时的人口数量为289人。